# Danila Bagrov
Danila Serguèievitx Bagrov és el personatge principal de les pel·lícules Brat i Brat 2 d'Alexei Balabànov. En ambdues pel·lícules el paper del pesonatge fou interpretat per Serguei Bodrov Jr.
És un veterà de la Primera Guerra Txetxena, amb la que va completar el seu servei militar. Segons es descobreix a Brat, Danila Bagrov va néixer el 5 d'agost de 1975, per la qual cosa a la primera pel·lícula té 21 anys. Els companys de guerra de Danila, Kostia, que va rebre l'Ordre del Coratge (en rus: Orden Mujetsva), i Ilià, el consideren el combatent més hàbil d'entre ells.
Danila té un caràcter més aviat modest i no li agrada parlar de les seves gestes militars. Acostuma a dir que durant la guerra va passar el seu temps al cuartel treballant d'oficinista, tot i que, a jutjar pels esdeveniments d'ambdues pel·lícules, aquesta explicació no encaixa amb les seves habilitats de combat ni amb la seva familiarització amb la manipulació d'explosius. És també un bon tirador, coneixedor de tècniques i tàctiques de combat urbà, i capaç de reparar i fins i tot fabricar armes de foc en condicions improvisades. Totes aquestes habilitats fan d'ell un autèntic professional de combat.
Vestit d'una senzillesa gairebé exagerada, Danila és intolerant amb qualsevol injustícia, i és molt contundent amb els seus enemics i fins i tot cruel. Li encanta la música de bandes de rock russes, principalment Nautilus Pompilius i DDT, però menysprea la música pop. L'estudiosa de cinema Elena Stixova el defineix com un "heroi del folklore" i "lladre noble".

## Biografia[calcitació]

### Família
Abans de servir a l'exèrcit rus, Danila va viure amb la seva mare jubilada (no es dóna el seu nom). El seu pare, Serguei Platónovitx Bagrov (nascut el 1942), fou un penitenciari reincident que va morir a la presó el gener de 1982. Danila va ser criat principalment pel seu germà Víktor, molt més gran que ell, i a qui estima com un pare.
Interpretat per Víctor Sukhorukov, Víktor és el sol familiar de Danila a tenir un paper important. A diferència de Danila, Víktor és extravertit, sociable i expressa obertament les seves emocions. A Brat queda clar que va servir a les files de l'exèrcit soviètic. Pel que fa als seus principis, està mancat d'integritat moral, és massa frívol i està disposat a cometre crims per diners.
A Brat 2 apareix també una menció a un avi que va morir durant la Gran Guerra Patriòtica, però no s'en dóna el seu nom.

### Esdeveniments de la primera pel·lícula
Després de ser desmobilitzat passada la guerra, Danila arriba a la seva ciutat natal, on immediatament es baralla amb un vigilant de seguretat al plató d'un videoclip de la cançó "Krilia" del grup Nautilus Pompilius i acaba breument a comissaria. La vida a la seva ciutat natal se li fa avorrida i se'n va a Sant Petersburg, on el seu germà gran Víktor hi viu ben instal·lat.
Aviat es fa evident que en Víktor és un assassí que es fa dir " el tàrtar" i envia el seu germà petit a fer la feina bruta. En primer lloc, Danila mata un caucàsic (un antic lluitador txetxè), propietari d'un dels mercats de la ciutat i, en la persecució posterior, fereix greument un dels seus bandits. Seguidament, i altra cop a petició del seu germà gran, s'implica en una emboscada amb dos còmplices, però després d'haver completat la missió, els mata a tots dos per tal de salvar de les represàlies a un testimoni.
Després d'això, Víktor, sota pressió, traeix a Danila tot lliurant-lo als bandolers, però aconsegueix desempallegar-se d'ells i li diu al seu germà que no li guarda rancor per la traïció. Després d'haver perdut els seus amics i la fe en la justícia, Danila abandona Sant Petersburg i es trasllada a Moscou amb ganes d'anar a la universitat i estudiar per esdevenir metge.

### Esdeveniments de la segona pel·lícula
A Moscou, Danila es troba amb els seus amics de Txetxènia, Kostia i Ilià. El germà bessó de Kostia, Dmitri Gromov (Mitia), juga en un equip de la NHL, però tots els diners del contracte se'ls queda un empresari nord-americà sense escrúpols. Kostia, intentant ajudar el seu germà, demana al seu cap Belkin que parli amb l'americà. Però Belkin té els seus propis interessos i un contracte multimilionari relacionat amb un negoci il·legal de jocs d'atzar, i ordena a Kostia que deixi d'interferir en l'assumpte. Els seus súbdits ho interpreten com una ordre per a desfer-se de Kostia. En assabentar-s'en, Danila entra en acció per ajudar el seu amic. Paral·lelament, el germà de la Danila arriba a Moscou tot unint-se-li.
L'interrogatori a Belkin condueix Danila a un home de negocis nord-americà. Juntament amb el seu germà, decideix volar cap a Amèrica i localitzar-lo. Prenen dos vols diferents: Víktor vola cap a Chicago i Danila cap a Nova York. Un camioner l'ajuda a arribar a Chicago, però Danila no troba el seu germà i s'està quedant sense diners. Després d'haver rescatat una prostituta russa i haver-se proveït d'armes, Danila rastreja el nord-americà i l'obliga a retornar tots els diners del jugador d'hoquei.
Pel que fa al seu germà, descobreix que ha decidit quedar-se a Amèrica. Tots dos estan sent perseguits per la policia i la màfia ucraïnesa. Després de disparar als ucraïnesos en un restaurant, en Víktor és detingut. Danila i Daixa, la prostituta russa, aconsegueixen escapar de la persecució amb la policia i abandonen els Estats Units en avió.
Un cop finalitzats els esdeveniments de la segona pel·lícula, es desconeix el destí de Danila Bagrov.

## Influència
El personatge interpretat per Serguei Bodrov va adquirir molta popularitat entre els espectadors russos. Malgrat que Aleksei Balabànov va concebre Danil Bagrov amb ironia, els espectadors el van veure com un heroi nacional.
El setembre de 2014, la banda de grafiters de Vitebsk "HoodGraff" va pintar un retrat de Danila Bagrov prop de la parada d'autobús "Prospekt Obukhovskoi Oboroni" de Sant Petersburg. El 2015, l'artista Viatxeslav Nesterov, sota el pseudònim de Slava Triptikh, va dibuixar un gran retrat de Danila Bagrov a la "Casa de la Cultura" de Perm.
L'agost de 2018, Danila Bagrov fou parodiat al vídeoclip "90" de la cantant russa Monetotxka.
El setembre de 2018, el popular bloguer de vídeo Enjoykin va crear un vídeo musical anomenat "Brat", que un dia després de la seva publicació va obtenir més d'un milió i mig de visualitzacions, aconseguint així el segon lloc del lloc web YouTube.

## Altres aparicions
- El 2019, els mitjans de comunicació van anunciar que el showman rus Stas Baretski tenia la intenció de rodar una pel·lícula anomenada Brat 3, amb Diana Xurigina en un dels papers principals. Danila Bagrov hi havia d'aparèixer a partir de l'edició d'imatges generades per ordinador i pretenia ser una continuació de les pel·lícules d'Aleksei Balabànov. Els treballs de rodatge de la pel·lícula van començar el 2021, sota la direcció de Valeri Pereverzev, i fou estrenada l'1 de febrer de 2024. No obstant, malgrat el títol, la pel·lícula no està relacionada amb la trama de la saga de Balabànov.

- Per marcar l'estrena de la primera pel·lícula, el grup Nautilus Pompilius va publicar un videoclip de la cançó "Vo bremià dojdia" (lit. Durant la pluja), filmada per Aleksei Balabànov. El vídeo inclou imatges inèdites de Danila Bagrov (Serguei Bodrov Jr.).[9]

- En una entrevista per a la revista Iskusstvo kino, Serguei Bodrov va dir que Danila Bagrov apareix a la seva pel·lícula Sietri, en senyal d'amistat amb Balabànov.[10]

- Al joc d'ordinador "Brat 2: Obratna v Ameriku" (lit. El germà 2: retorn a Amèrica), que és una mena de seqüela de la pel·lícula Brat 2, hi apareixen dos personatges anomenats Danila Bagrov i Víktor Bagrov.

- Amb motiu del 25è aniversari de la primera pel·lícula, es va estrenar un còmic titulat "Brat 25 let" (lit. El germà. 25 anys). El personatge principal és Danila Bagrov.[11]

## Noms
El vaixell de càrrega rus "Danila Bagrov" va ser nomenat en honor a l'heroi.

## El jersei
El jersei de punt gruixut que vesteix Danila Bagrov es va convertir en part integral de la imatge de l'heroi cinematogràfic. Fou trobat per casualitat per la dissenyadora de vestuari i esposa del director Alksei Balabànov, Nadejda Vasilieva, durant el rodatge de la primera pel·lícula:
Vaig anar a una botiga de segona mà perquè no tenia diners per a disfresses. Vaig buscar i buscar i de sobte vaig trobar aquell jersei. Va costar trenta-cinc rubles. De seguida vaig entendre que tenia alguna cosa. Se'l posar Bodrov, Lioxa [Aleksei Balabànov] em va mirar tot dient-me: "Què té de genial? No pot ser genial". I dic: "Sí, la seva mare li va teixir aquest jersei!" I vam discutir molt de temps. Però Serioja Bodrov [Serguei Bodrov] volia ser tan genial que va convèncer Balabànov perquè li regalés el jersei […] Considero que aquesta és la meva victòria més gran a la vida. Tota la resta són, bé, vestits i vestits.